# Hansjörg Zauner
Hansjörg Zauner (* 2. Dezember 1959 in Salzburg; † 30. Juni 2017) war ein österreichischer Schriftsteller und bildender Künstler.

## Leben
Zauner verbrachte seine Kindheit und Jugend in Obertraun und absolvierte die Hauptschule (B-Zug ohne Englisch) in Bad Goisern und die Handelsschule in Bad Ischl. Er lebte in Wien und Obertraun.
Er widmete sich der experimentellen Dichtung und Prosa, visuellen Arbeiten, Schmalfilmen (im Format Super 8) und war Herausgeber der Zeitschrift für neue Poesie SOLANDE. Zusammen mit Gerald Jatzek war er Herausgeber der Anthologie Gedichte nach 1984 – Lyrik aus Österreich. 1985 wurde er mit dem Theodor-Körner-Preis für künstlerische Fotografie geehrt. In den 1980er Jahren experimentierte er mit Selbstaktfotos. 1997/98 hatte er ein Atelier in der Cité des Arts, Paris. Darüber hinaus hatte er zahlreiche Kunstausstellungen im In- und Ausland.
Hansjörg Zauner starb Ende Juni 2017 im Alter von 57 Jahren an Komplikationen nach einer Hüftoperation.

## Werke
- 1986 Das Falten der Zahlen, Worte Abstände. Edition Ururszc, Wien
- 1988 ZERFLOGENE STELLE MEHR. experimentelle texte, Siegen
- 1989 zerschneiden das sprechen. edition neue texte, Linz–Wien
- 1990 KREUZUNGEN LOESCHE STILLE. Gertraud Scholz Verlag, Obermichlbach
- 1990 ZEICHEN SCHMELZEN SINN. G. Scholz Verlag
- 1990 VORBEI GEWORTET APPARAT. edition mohs, Wien
- 1991 ZUNGENKNOCHEN. Sprechkassette G. Scholz Verlag
- 1992 n. kein wort haelt eine stelle laenger aus. Passagen Verlag, Wien
- 1993 siehe umschlag. Passagen Verlag
- 1993 kippen wir die fliegen aus dem schlauchboot. edition aperta, Wien (CD)
- 1995 laermleinen vor huefte gekehlt. Droschl, edition neue texte, Graz–Wien
- 1996 titel. Experimentelle Texte, Siegen
- 1997 mein mund das saegeloch handtuch. Ritter, Klagenfurt–Wien
- 1999 Jolly. Droschl, edition neue texte
- 2000 ZUNGENKNOCHEN. Gertraud Scholz Verlag (als CD)
- 2001 luft verkehrt stock papier. Droschl, edition neue texte
- 2005 seiltänzer gerümpel. baribal, Wien (mit CD)
- 2005 die ofensau muß raus. Droschl, edition neue texte
- 2008 luxus. Czernin Verlag, Wien ISBN 3-7076-0269-9
- 2009 große freifahrt steile küsse. Czernin Verlag, Wien ISBN 3-7076-0303-2
- 2012 die tafel schreibt. Ritter Verlag, Klagenfurt, ISBN 978-3-85415-482-2
- 2013 Sie ist im Lieblingssong mit Skistöcken als Lächeln hängen geblieben Ritter Verlag, Klagenfurt
- 2014 kippen wir jetzt endlich die fliegen aus dem schlauchboot Verfilmung der CD „kippen wir die fliegen aus dem schlauchboot“
- 2016 99.144 gedichtnasenlöcher schießen auf mich bis alles passt, Ritter Verlag, ISBN 978-3-85415-549-2

## Preise
- 1985 Theodor-Körner-Preis für künstlerische Fotografie
- 1990 Stipendiat im LCB
- 1992 Buchprämie des BMUKK für „n. kein wort haelt eine stelle laenger aus“
- 1993 Preis des Landes Salzburg für Lyrik
- 1994/95 Jubiläumsprämie der Literar-Mechana
- 1996 Reinhard-Priessnitz-Preis
- 2001 Siemens Literaturpreis
- 2003 Förderpreis zum Heimrad-Bäcker-Preis
- 2009 Förderungspreis zum Rauriser Literaturpreis
- 2013 Buchprämie des BKA für „sie ist im lieblingssong mit skistöcken als lächeln hängen geblieben“
- 2015 Ö1 Lyrikpreis „Hautnah“